# Edward H. Moore
Edward Hall Moore, född 19 november 1871 i Nodaway County, Missouri, död 2 september 1950 i Tulsa, Oklahoma, var en amerikansk republikansk politiker. Han representerade delstaten Oklahoma i USA:s senat 1943-1949.
Moore arbetade först som lärare i Missouri. Han avlade 1900 juristexamen vid Kansas City School of Law och inledde 1901 sin karriär som advokat. Han flyttade sedan till Okmulgee i Indianterritoriet. Han var senare verksam inom jordbrukssektorn och oljeindustrin i Oklahoma.
Moore besegrade sittande senatorn Joshua B. Lee i senatsvalet 1942. Han kandiderade inte till omval i senatsvalet 1948 och efterträddes 1949 som senator av Robert S. Kerr.
Moores grav finns på Okmulgee Cemetery i Okmulgee.